# Fabien Grellier
Fabien Grellier (født 31. oktober 1994 i Aizenay) er en professionel cykelrytter fra Frankrig, der er på kontrakt hos Team TotalEnergies.
Efter 1. etape af Tour de France 2020 kørte han sig i den prikkede bjergtrøje i én dag.